# Freddy Adrián García
Freddy Adrián García Félix (La Romana, 1 de agosto de 1972) es un ex infielder/outfielder dominicano que jugó en las Grandes Ligas de Béisbol. Jugó durante cuatro temporadas en las mayores con los Piratas de Pittsburgh y los Bravos de Atlanta. Fue firmado por los Azulejos de Toronto como amateur en 1991. García jugó su primera temporada como profesional (en el béisbol estadounidense) con el equipo novato de los Azulejos de Toronto, los Medicine Hat Blue Jays en 1993, y su última temporada con el equipo de Triple-A de los Medias Rojas de Boston, los Pawtucket Red Sox en el año 2000.